# Eberhard Dodt
Eberhard Dodt (* 22. Februar 1923 in Bielefeld; † 25. November 1994)  war ein deutscher Mediziner, der sich mit der Physiologie des Sehens beschäftigte.

## Leben
Dodt studierte an den Universitäten von Freiburg im Breisgau, Erlangen und Marburg und wurde 1950 in Freiburg in Medizin promoviert. 1954 wurde er Privatdozent in Freiburg und danach außerplanmäßiger Professor an der Universität Gießen. Ab 1966 leitete er eine neu eingerichtete zweite physiologische Abteilung am W. G. Kerckhoff Institut (dem späteren Max-Planck-Institut für Herz- und Lungenforschung) in Bad Nauheim. 1974 wurde er mit Umbenennung des Instituts in Max-Planck-Institut für Physiologische und Klinische Forschung einer der Direktoren des Instituts.
Er befasste sich mit vergleichender Elektrophysiologie von Netzhaut und Sehbahn und auch mit biologischen Uhren (zirkadiane Rhythmen). Unter anderem entdeckte er die Licht-Reizempfindlichkeit der Zirbeldrüse bei Fröschen, Fischen und Eidechsen.
1980 erhielt er den Ernst Jung-Preis. Er war Mitglied der Leopoldina (seit 1987) und Fellow der Optical Society of America. Ein Preis der Clinical Society for Electrophysiology of Vision ist nach ihm benannt.

## Veröffentlichungen
- Ergebnisse der Flimmer-Elektroretinographie, Experientia, Band 10, 1954, S. 330 (Habilitation)
- Untersuchungen zum Syndrom der energetisch-dynamischen Herzinsuffizienz, 1950 (Dissertation, Universität Freiburg)
- Herausgeber mit K. E. Schrader: Die normale und gestörte Pupillenbewegung, Symposium der Deutschen Ophthalmologischen Gesellschaft, Bad Nauheim 1972, Müuenchen, J. F. Bergmann 1973
- Herausgeber mit Jerome Pearlman: XI. Internat. Society for Clinical Electroretinography Symposium, Den Haag 1974